# Rio dell'Arzere

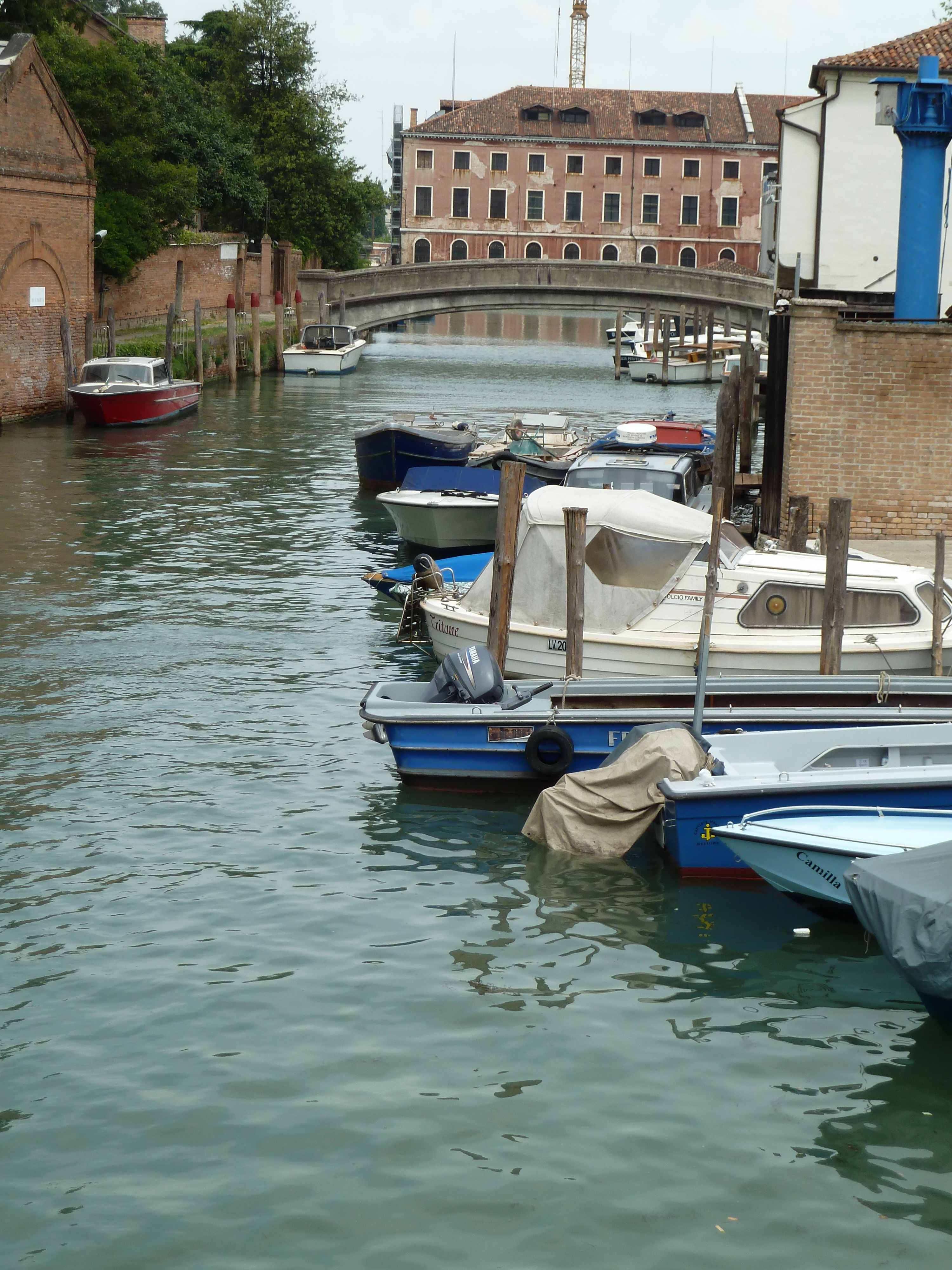
Le nord du rio de l'Arzere

Le rio dell'Arzere (en vénitien rio de l'Arzere; canal de la digue) est un canal de Venise dans le sestiere de Dorsoduro.

## Description
Le rio dell'Arzere a une longueur d'environ 170 mètres. Il raccorde le rio de le Terese vers le nord-ouest au rio de Santa Marta.

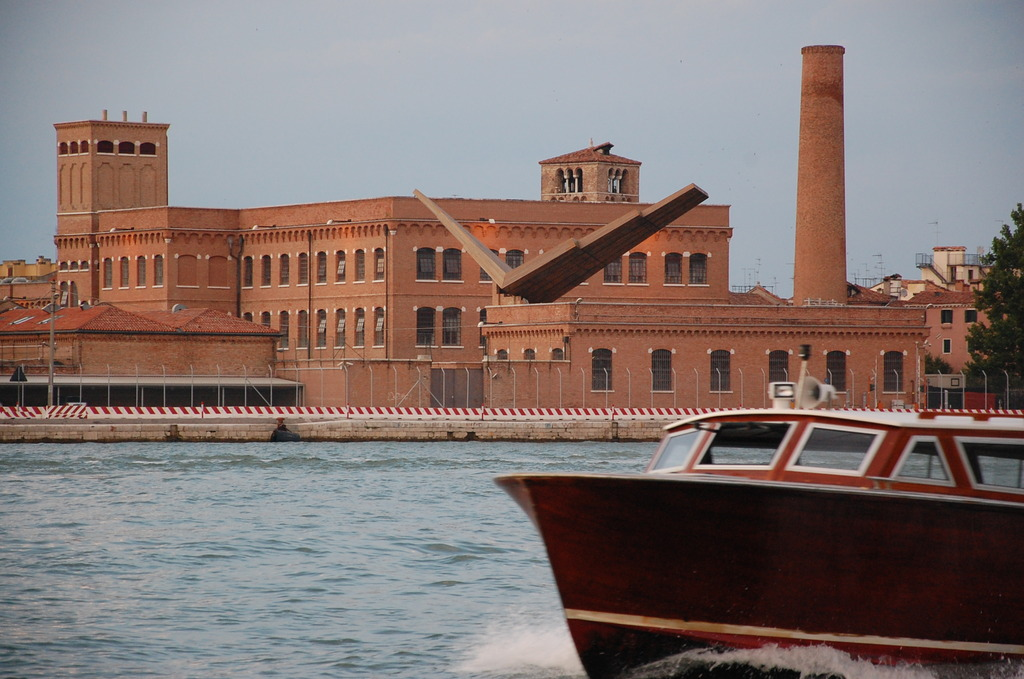
La Cotonificio

### Rio dei Secchi
La vaste Sacca di Santa Marta a été construite sur une décharge en 1828 et utilisée pour des exercices militaires (Campo di Marte).

Ce nouveau sacca a conduit à la création de deux nouveaux canaux : le Rio dell'Arzere à l'est et le Rio dei Secchi au sud.
Ce dernier se sépara du premier à la Fondamenta de l'Arzere et se jeta dans le canal de la Scomenzera. 

### Cotonificio
La SA Cotonificio Veneziano fut fondée par le baron Eugenio Cantoni.
Le projet industriel allait occuper l'ancien campo de Marte, compris entre le rio dei Secchi,
la plage de Santa Marta et le rio de San Nicolo dei Mendicanti. 
En 1883, à la demande de la Cotonificio, le Rio dei Secchi fut enterrée, laissant la partie restante sans issue. En 1950, cette partie a également été enterrée et recouvert par le rio terà dei Sechi.
La plage fut bétonnée, un quai construit et des rues tracées.
En 1894 fut intégré l'ancienne Filatura di Pordenone, ce qui complétait le cycle de production sur base de coton brut acheminé d'Inde par bateau, puis après 1914 des États-Unis par Gènes.
Bombardé en 1916, l'usine fut reconstruite et prospérait jusqu'à l'annexion de l'Ethiopie, qui forçait l'usine à tourner sur du chanvre et du mélange coton/rayon. 
Après 1945, le nom changeait en Filcet-filature di Venezia sous Franco Marinotti et après une longue decroissance et un reprise en 1970 par Cotonificio Vittorio Olcese, l'usine fermait définitivement.
Depuis les années 1980 et une restauration par Gino Valle, l'usine est concédée à l'université Ca' Foscari.

## Toponymie
Le mot arzere est le vénitien pour l'italien argine : digue. Depuis l'Antiquité s'érigeait ici une digue contre l'érosion par les eaux: l'arzere di S. Marta. Depuis 1883 s'y trouve érigée la Cotonificio.

## Situation
Ce rio longe :
- le fondamenta de l'Arzere ;
- le Rio de Santa Maria Maggior.

## Ponts
Ce rio est traversé par deux ponts (du nord au sud):
- Le ponte Santa Marta reliant fondamente éponyme au Campazzo S. Marta
- Le Ponte de l'Arzere ou delle Terese reliant la fondamenta de l'Arzere à la Fondamenta de le Terese

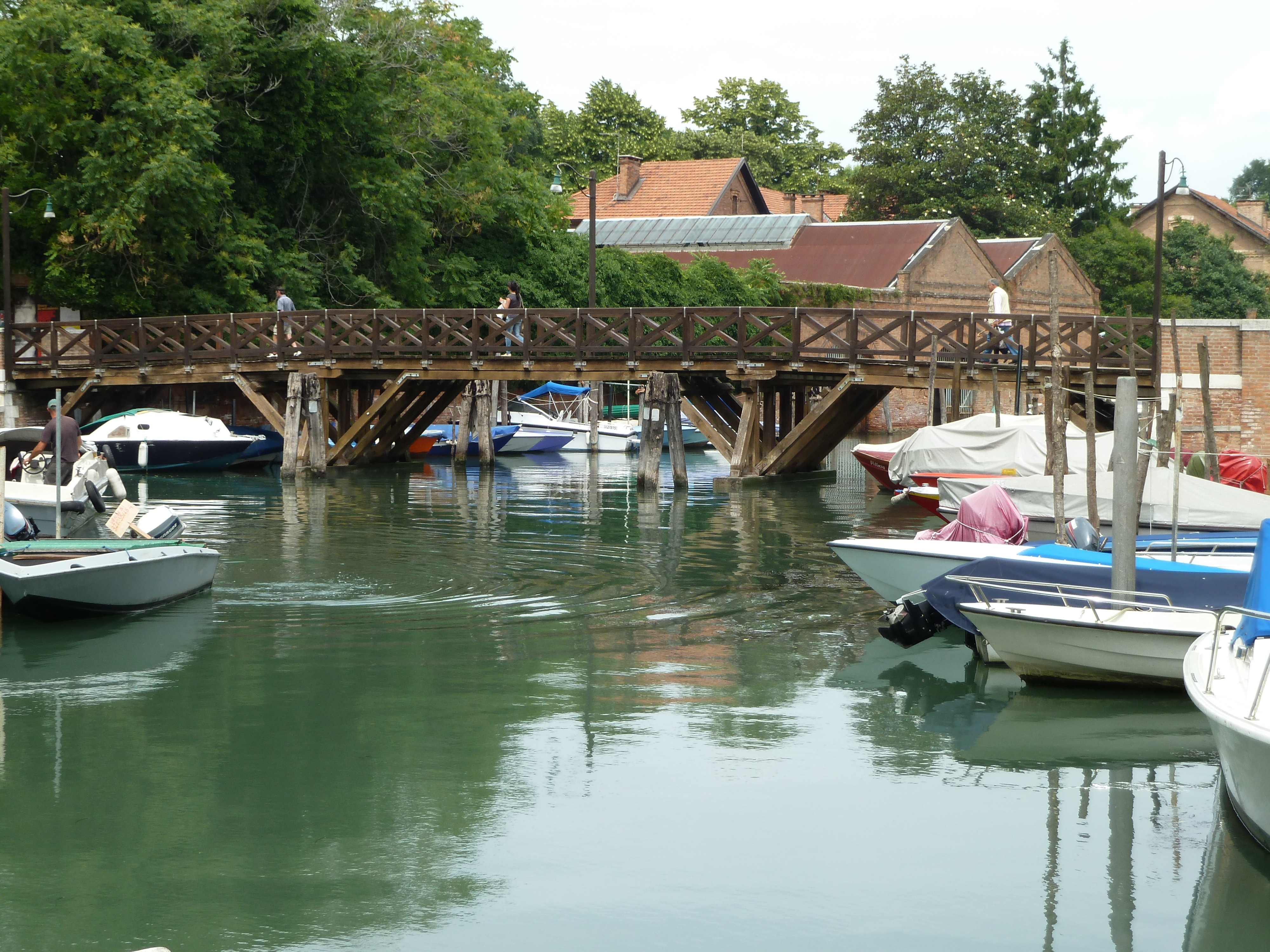
Ponte Santa Marta
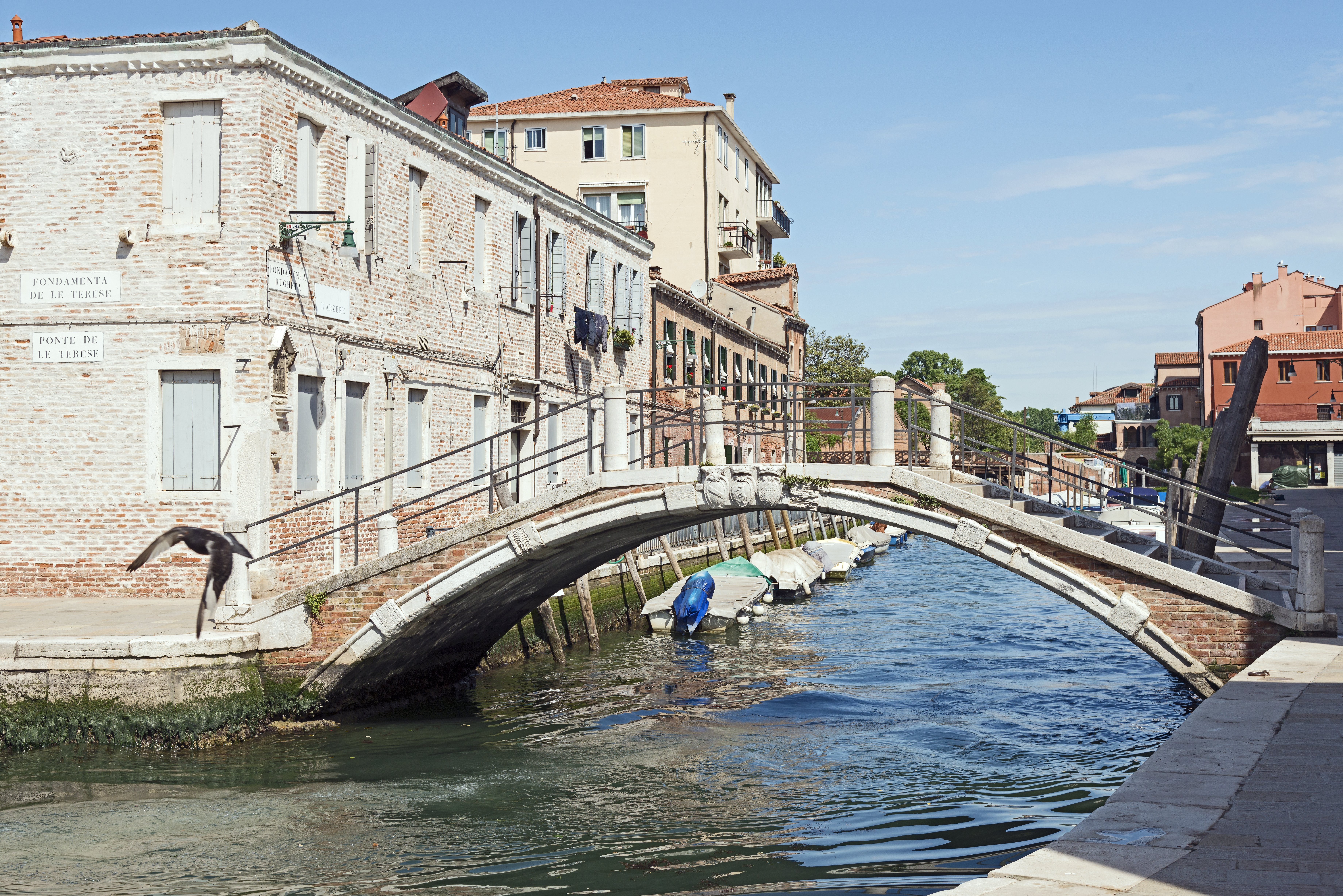
Ponte de l'Arzere ou delle Terese